# Loreen (Freddy-Quinn-Lied)
Loreen ist ein vom österreichischen Sänger Freddy Quinn komponierter und 1978 veröffentlichter deutschsprachiger Schlager im Country-Stil.

## Entstehung
Freddy Quinn ist Komponist des Liedes, der Text stammt von Günther Behrle und Ken Curtis. Produzenten waren Hans-Georg Moslener, Jack Key und Jimmy Key.

## Liedtext
Das Lyrische Ich singt: „Hey Joe, komm bleib noch auf ein Bier. Bitte bleib noch zehn Minuten hier, hör nur zu, was mir passierte, sprach ich an der Bar zu ihm“. Er klagt Joe sein Leid: Seine Frau Loreen habe ihn verlassen, nach dem Zuhausekommen gestern habe er einen Brief von ihr gefunden. „Es traf mich wie ein Schlag, dass sie plötzlich einen anderen mag“. 
Er sorgt sich um die Kinder: „Tommy geht zwar schon zur Schule, aber Mary ist erst vier“. Er fragt: „Hat der Mann denn kein Verständnis, der die Mutter ihnen nahm? Sag mir Joe, alter Freund, was fang ich an?“ Das Lyrische Ich bittet Joe, eine Lösung zu finden, denn er sei doch sein bester Kumpel. Joe trinkt schnell sein Bier aus und sagt: „Ich weiß keinen Rat für dich, denn Loreen die liebt jetzt mich.“

## Cover
Auf dem Cover der Single ist ein sitzender Freddy Quinn zu sehen, der sein linkes Bein und seinen linken Fuß über das rechte Knie geschlagen hat. Er ist mit einer Jeans und einem Denimhemd bekleidet.

## Veröffentlichung
1978 wurde Loreen auf dem Kompilationsalbum Eine Reise um die Welt, das als Dreifachalbum in Form eines Boxsets unter der Polydor-Katalognummer 2630 120 erschien, veröffentlicht. 1979 veröffentlichte Quinn das Lied als Single mit dem Lied Montag auf der B-Seite; dieses wurde von Hans-Georg Moslener geschrieben. Moslener war zudem der Arrangeur der Single. Die Single erschien beim Musiklabel Polydor unter der Katalognummer 2042 078.
1981 erschien das Lied auf Quinns Studioalbum Country – Get Me Back to Tennessee; 1982 auf dem Album Freddy Quinn. Im selben Jahr war Loreen die B-Seite der Single Smoke That Cigarette, die bei Polydor in Irland veröffentlicht wurde. 1984 erschien Loreen auf dem Kompilationsalbum Die Farben meiner Welt – Stationen einer Karriere.